# Félix Nodarse
Nodarse  Fernández est un nom espagnol. Le premier nom de famille, en général paternel, est Nodarse ; le second, en général maternel, souvent omis, est Fernández.
Félix Nodarse Fernández, né le 10 septembre 1989, est un coureur cycliste cubain. Il est notamment devenu champion de la Caraïbe et champion de Cuba sur route en 2019.

## Palmarès
- 2014
  - 8e étape du Clásico Nacional
  - 2e du championnat de Cuba sur route
- 2016
  - 3e et 9e étapes du Clásico Nacional
  - 2e du championnat de Cuba sur route
- 2017
  - 3e et 12e étapes du Clásico Nacional
- 2018
  - 3e et 9e étapes du Clásico Nacional
  - 2e du championnat de Cuba sur route
- 2019
  -  Champion des Caraïbes sur route
  -  Champion de Cuba sur route
  - Clásico Nacional :
    - Classement général
    - 4e étape

## Classements mondiaux
| Année            | 2015 | 2016 | 2017 | 2018 | 2019 |
| ---------------- | ---- | ---- | ---- | ---- | ---- |
| UCI America Tour | 224e |      | 135e | 127e | 155e |